# Jeri Ryan
Jeri Lynn Ryan (født 22. februar 1968) er en amerikansk skuespillerinde, der optræder i både film og tv-serier. Hun fik sit gennembrud som Seven of Nine i tv-serien Star Trek: Voyager der foregår i Star Trek universet. Siden 2006 har hun været med i tv-serien Shark, der sendes på den store amerikanske tv-station CBS.

## Filmografi

### Film
- Nightmare in Columbia County (1991,TV)
- Men Cry Bullets (1999)
- Disney's The Kid (2000)
- Wes Craven Presents: Dracula 2000 (2000)
- The Last Man (2002)
- Down With Love (2003)

### Fjernsyn
- The Flash (1991)
- Just Deserts (1992) (TV)
- In the Line of Duty: Ambush in Waco (1993)
- Matlock: The Fatal Seduction (1993)
- Co-ed Call Girl (1996)
- Pier 66 (1996)
- Dark Skies (1996)
- Star Trek: Voyager (1997-2001)
- Boston Public (2001-2004)
- Two and a Half Men (to episoder) (2004-2005)
- The O.C. (2005)
- Boston Legal (to episoder) (2006)
- Shark (2006-nu)

## Eksterne links
- Wikimedia Commons har flere filer relateret til Jeri Ryan
- Jeri Ryan på Internet Movie Database (engelsk)
- Jeri Ryan på Svensk Filmdatabas (svensk)
- Jeri Ryan på AlloCiné (fransk)
- Jeri Ryan på AllMovie (engelsk)
- Jeri Ryan på Turner Classic Movies (engelsk)
- Jeri Ryan på Rotten Tomatoes (engelsk)
- Jeri Ryan på The Movie Database (engelsk)